# Wasserturm Hellerau
Der Wasserturm Hellerau ist ein Kulturdenkmal im Dresdner Stadtteil Hellerau. Er entstand in den 1920er Jahren zur Trinkwasserversorgung der sich entwickelnden Gartenstadt Hellerau und wurde in den 1950er Jahren stillgelegt. Das Turmbauwerk dient inzwischen überwiegend als Träger verschiedener Antennensysteme.

## Lage
Der Turm befindet sich am nordwestlichen Stadtrand der Gartenstadt Hellerau, an der Straße Am Wasserturm, abgehend vom Moritzburger Weg. Seine Hauptachse ist in Ost-Nordost-Richtung um zirka 30 Grad gedreht.

## Geschichte
Der Hellerauer Wasserturm wurde 1927/1928 nach einem Entwurf des Dresdner Architekten Hans Richter von der ortsansässigen Betonbaufirma Renschka & Palitzsch GmbH an einer bis dahin namenlosen Straße gebaut. Bauherr waren die Wasserwerke der Gemeinde Rähnitz-Hellerau, die Bauleitung hatte der Zivilingenieur und Regierungsbaumeister Gleitsmann inne. Bei der Herstellung der Konstruktionszeichnungen war der Architekt Gustav Lüdecke beteiligt.

## Beschreibung
Das Sächsische Denkmalamt hat den Turm wie folgt bewertet: Er ist ein „gestalterisch bemerkenswertes technisches Gebäude“, es handelt sich um „versachlichte Architektur im Stil der Moderne in einer kubistischen Formensprache“. Er ist „baugeschichtlich, künstlerisch, technikgeschichtlich und ortsgeschichtlich bedeutend, als Teil der Gartenstadt Hellerau zudem städtebaulich bedeutend.“

## Architektur
Der 32 m hohe Turm ruht auf einem aus Ortbeton hergestellten Turmschaft, der aus zwei sich kreuzenden und senkrecht aufragenden Diagonalen besteht. Die Schaftplatten gliedern sich in vier waagerechte Segmente, nach oben abnehmend, mit der Gesamthöhe von 17,05 m. Den waagerechten Unterteilungen entsprechen die vier Etagen der Wendeltreppe.
Im Zentrum des Turmschafts sind das Treppenhaus und die Wasserrohrleitungen geführt.
Oberhalb des Schaftes weitet sich die aufgespannte Grundfläche zum Stahlbeton-Kubus, der den zylindrischen Wasserbehälter aus Stahlbeton (Fassungsvermögen 300 m³, Durchmesser etwa 6 m) sowie eine Rohrkammer enthält. Abgeschlossen wird der Turm durch ein sehr flach geneigtes Dach (Maße etwa 8,50 × 6,90 m) mit 8 m hoher Metallspitze als Blitzableiter. Um auf das Dach zu gelangen, gibt es außen am Turmkopf eine Metallleiter, geführt in einem Gitter-Schutz-Käfig.
Im Treppenschacht sowie im unteren Teil des Behältergeschosses sind die quadratischen Fenster versetzt angeordnet, die die einzige Gliederung der ansonsten schmucklosen Betonfassade bilden.

## Nutzung
Seit den 1950er Jahren ist der Turm als Wasserhochbehälter außer Betrieb. Das Bauwerk dient wegen seiner Form und Stabilität vorrangig als Träger von Mobilfunkantennen. Für das Innere gibt es keine Nutzungskonzepte.